# Scottsville (Nowy Jork)
Scottsville – wieś w Stanach Zjednoczonych, w stanie Nowy Jork, w hrabstwie Monroe.